# Begonia cymbalifera
Espèce
Synonymes
- Begonia cymbalifera var. recta L.B.Sm. & B.G.Schub.[1]

Begonia cymbalifera est une espèce de plantes de la famille des Begoniaceae.
L'espèce fait partie de la section Ruizopavonia.
Elle a été décrite en 1946 par Lyman Bradford Smith (1904-1997) et Bernice Giduz Schubert (1913-2000).

## Répartition géographique
Cette espèce est originaire du pays suivant : Colombie.

## Liste des variétés
Selon Tropicos (6 février 2017) (Attention liste brute contenant possiblement des synonymes) :
- variété Begonia cymbalifera var. cymbalifera
- variété Begonia cymbalifera var. recta L.B. Sm. & B.G. Schub.